# Куч-Бихар (княжество)
Куч-Бихар или Куч-Бехар (бенг. কোচবিহার Kocbihār; хинди कूचबिहार; англ. Koch Bihar) — небольшое княжество в восточной Индии, существовавшее с 1586 по 1949 годы, управлялось раджами. В настоящее время на территории княжества находится округ
Куч-Бихар в составе штата Западная Бенгалия, столица — город Куч-Бихар. Куч-Бихар находится к югу от Гималайского хребта, к западу от реки Брахмапутра, примыкает к Бутану. Княжество Куч-Бихар соседствовало с Бенгалом и с Ахомом. На эту территорию претендовал Бутан, и вёл несколько войн с Британской Индией.
Куч-Бихар образовался в результате распада царства Камата, в котором правила династия Куч после смерти царя Нара Нараяна в 1586 году. Восточную часть царства Куч-Хаджо занял Ахом. Куч-Бихар образовался в западной части царства и был формально независимым, однако имел статус вассального царства Империи Моголов, потом — стал вассалом Бутана, а потом вошёл в Британскую Индию. В 1949 вошёл в Индию как округ в штате Западная Бенгалия.

## ДоминированиеИмперии Моголов(1587—1680)
Во время правления Акбара царство Камата распалось, в то время как Империя Великих Моголов резко расширила свои владения. Камата попала в зависимость от моголов, потеряв территорию.
Первым правителем Куч-Битхара стал Лакшми Нараян (1587—1621), сын Нара Нараяна. Его правление считают слабым, он потерял значительную часть территории, уступив могольскому генералу Али Кули-хану, в результате он попал в зависимость от моголов, которые обеспечили ему защиту от соседей. Следующий могольский император Джахангир атаковал Бихар и занял большую территорию, включая Трипуру и Манипур. Лакшми Нараян поехал в Делии смог добиться гарантий на существенно уменьшенные владения. Вернувшись, он основал свою столицу в деревне Атхарокотха.
Лакшми Нараян покровительствовал наукам и культуре. Он частично восстановил храм Шивы в Майнагуре. Под влиянием Мадхавдеба он сделал вайшнавизм государственной религией.
Его сын Бир Нараян (1621—1626) не смог принудить Бутан платить дань. Он построил школы для детей знати и поддерживал учёных.
Следующий правитель, его сын Пран Нараян (1626—1665) жил в мире до 1657 года, пока не возникла междоусобица за трон моголов между Аурангзебом и его братьями. Пран Нараян вторгся в Бенгал, занял Гхорагхат, оплот моголов до 1658 года, а в 1661 занял Дакку. Однако к этому времени Аурангзеб усилился, собрал силы и вторгая в Бихар и Ассам. Пран Нараян скрылся в горах и ещё три года вёл партизанскую войну. В 1664 году он заключил договор с могольским генералом Шаеста-ханом. За время своего правления он расширил владения Бихара, присоединив на юге Таджхат Бахарбанд Паргана, Басакпур на востоке, и Бхатгаон с Морангом на востоке. Пран Нараян восстановил храмы в Банешваре, Шандесваре и Камтесвари, для завершения строительства храма Джалпеш в Майнагуре он выписал архитекторов из Дели, однако так и не завершил строительства. Он построил широкие дороги и мосты и благоустроил столицу.
Следующий правитель Мадан Нараян (1665—1680) занял трон после короткой междоусобицы со своими братьями. Однако назир Махи Нараян, советник его отца, смог на некоторое время отнять у него трон, и после жестокой схватки Махи Нараян бежал в Бутан. Мадан Нараян провёл картирование страны и перепись землевладений. В 1666 году он выступил вместе с моголами в войне против Ассама.

## ДоминированиеБутана(1680—1772)
За событиями в Бихаре наблюдали бутанцы, которые видели ослабление могольской власти и готовились занять страну.
После смерти Мадан Нараяна не осталось непосредственных наследников. Сыновья назира Махи Нараяна (который короткое время был на троне и бежал в Бутан) в сопровождении бутанской армии вторглись в Куч-Бихар.
Райкут Байкунтхапура, дальний представитель царской семьи, послал войска, вынудил бутанцев отступить и возвёл на трон Басудев Нараяна (1680—1682), брата Мадан Нараяна, и смог установить мир. Однако через два года Сыновья назира Махи Нараяна опять в сопровождении бутанских войск атаковали Бихар, заняли дворец и расправились с семьёй правителя. Басудев Нараян был убит. Райкат снова послал войска и победил в жестоком сражении на реке Мансай. На трон был возведён Махендра Нараян (1682—1693), пятилетний внук Пран Нараяна.
За это время государство резко ослабло, местные правители стали игнорировать бихарскую власть, предпочитая прямую зависимость от моголов или от правителя Дакки Ибрагим-хана. Райкаты перестали проявлять лояльность, моголы решили организовать карательный поход на Куч-Бихар. Не имея выбора, Махендра Нараян заключил пакт с бывшим противником Яджна Нараяном, сыном бежавшего в Бутан назира, и назначил его своим назиром. Яджна Нараян атаковал моголов при поддержке бутанских войск у Патграма, но снова потерпел поражение. Моголы заняли Патграм, Бода и восточную Паргану.
Махендра Нараян умер в возрасте 16 лет. Так как на этом основная линия династии прекратилась, на престол вступил Руп Нараян (1693—1714), внук назира Махи Нараяна, опиравшегося на Бутан. Он был сильным и популярным правителем. Однако он потерпел поражение, атаковав Могол Фаудхара из Рангпура. В результате поражения он потерял существенную территорию (Карджихар, Какина, Фатехпур Чакла), а потом потерял и другие земли, оставив себе только три Чаклы. Он переместил столицу из Атхарокотха в Гуриахати, к востоку от реки Торса, там он построил великолепный храм Шри Мадан Мохан Тхакур.
Упендра Нараян (1714—1763) не имел детей, он даровал высокие полномочия своему приёмному сыну Деена Нараяну. Деена Нараян встретился с Моголом Фаудхаром из Рангпура и согласился вернуться в зависимость от моголов в обмен на поддержку Али-хана в деле занятия трона. Али-хан ввёл войска в Куч-Бехар, но его остановили объединённые силы Бихара и Бутана, и он бежал в Рангпур. Воспользовавшись ситуацией, бутанцы заняли северные регионы Куч-Бихара. Позже вторая жена Упендра Нараяна даровала ему сына. Дебендра Нараян (1763—1765) взошёл на трон в четыре года, в это время в стране наступил хаос. Бутанцы продвинулись ещё дальше в северных округах страны, а бутанский посол в столице стал фактически управлять страной. Малолетний махараджа был убит брамином в возрасти шести лет.
12 августа 1765 года Британская Ост-Индская компания завладела Бенгалом. Махараджа Куч-Бихара теперь должен был платить аренду за владение уездами (чаклами) Бода, Патграм, Панга и другими землями.
После убийства малолетнего махараджи бутанский король (Друк Деси) послал войска для ареста главаря заговорщиков Раджгуру Рамананда Госвами. На престол был возведён Дхайрджендра Нараян (1765—1770), двоюродный брат Дебендры. Однако он оставался марионеткой Бутана, фактически страной правил бутанский посол Пенсутхма. Бутан взял под контроль территории Джалпесвар, Мандас, Джалаш, Лакшмипур, Сантарабари, Марагхат и Бхолка. В это время разразился большой голод. Двор погряз в интригах и заговорах. Махараджа Дхайрджендра Нараян был арестован Друк Деси и направлен в бутанскую столицу Пунакха. На престол был возведён Раджендра Нараян (1770—1772) и был не более чем марионеточным правителем, умер вскоре от лихорадки.
Раджендра Нараян не имел наследников. Бутанцы попытались взять всю страну под прямой контроль, но двор взбунтовался, и на престол был возведён Дхарендра Нараян (1772—1775). Посол Пенсутхма бежал в Бутан, и король Бутана послал войска в Куч-Бихар. После нескольких сражений бутанцы снова овладели страной и возвели на престол малолетнего махараджу, который скоро умер, и бутанцы смогли взять страну под контроль, опираясь на войска в ключевых районах. Позднее независимость Куч-Бихара смог восстановить Руман Сингх.

## Под контролемБританской Ост-Индской компании
Махараджа Дхарендра Нараян обращался к англичанам с просьбой о помощи взамен на высокие выплаты. Однако губернатор Уоррен Хастингс отказался от предложения, но выдвинул условия арендной платы в обмен на защиту и признания зависимости от англичан. Британцы послали войска из Калькутты в Рангпур, которые соединились с Куч-Бихарскими силами. После нескольких острых столкновений с бутанскими войсками англичане заняли столицу и в 1772 году двинулись в южный Бутан.
Чтобы избежать ведение военных действий в неизведанной горной местности, 25 апреля 1774 года британцы заключили мирный договор с Бутаном, по которому бутанцы отказывались от прав на Куч-Бихар, возвращаясь к границам 1730 года. Британцы оставляли небольшой гарнизон, отходя с основной армией в Рангпур. Дхайрджендра Нараян, осознав, что он не приобрёл независимость, а перешёл в зависимость от англичан, отрекся от трона в пользу Дхарендра Нараяна, который правил до 1775 года и умер, Дхайрджендра Нараян снова вернулся на трон (1775—1783).
Вплоть до 1949 года Куч-Бихар оставался полунезависимым государством под британским протекторатом.
Далее страной правили Харендра Нараян (1783—1839), Шивендра Нараян (1839—1847) и Нарендра Нараян (1847—1863).

## В составеБританской Индии
Когда Ост-Индская компания была расформирована, территория оказалась под прямым управлением Британской империи. Куч-Бихар пользовался статусом вассального государства. Находясь недалеко от Калькутты, он снискал расположение англичан, которые вложили средства в модернизацию инфраструктуры и экономики, а местная аристократия была введена в официальные круги Британской империи и в лондонское общество.
Ньипендра Нараян (правил 1863—1911) прошёл обучение в Лондоне и прошёл обучение по юридическим наукам в колледже в Калькутте. Он участвовал в светской жизни в Лондоне и был приглашён на юбилей королевы Виктории. Он умер в 1932 году.
Раджарджендра Нараян правил с 1911 по 1913 год.
Джитендра Нараян правил с 1913 по 1922 год, учился в Англии.
Махараджа Джагаддипендра Нараян правил с 1922 по 1970 годы. Учился в Англии, участвовал в войне в Индийской Армии. Его сыновья сохраняли формально трон до 1992 года, до 2009 род возглавляла Гаятри Деви. После этого род Куч-Бихарских раджей прекратился.